# Сади (Люблінське воєводство)
Сади (пол. Sady) — село в Польщі, у гміні Скербешів Замойського повіту Люблінського воєводства.
Населення — 179 осіб (2011).
У 1975-1998 роках село належало до Замойського воєводства.

## Демографія
Демографічна структура станом на 31 березня 2011 року:
|          | Загалом | Допрацездатний вік | Працездатний вік | Постпрацездатний вік |
| -------- | ------- | ------------------ | ---------------- | -------------------- |
| Чоловіки | 89      | 20                 | 57               | 12                   |
| Жінки    | 90      | 11                 | 50               | 29                   |
| Разом    | 179     | 31                 | 107              | 41                   |